# Кавасаки
Кавасаки (јап. 川崎市) град је у Јапану у префектури Канагава. Према попису становништва из 2005. у граду је живело 1.327.009 становника. Град се налази између Токија и Јокохаме и тако формира велики Токио, најнасељеније подручје на земљи. Кавасаки је најгушће насељен град у Јапану са 9 465 становника на километру квадратном. 

## Становништво
Према подацима са пописа, у граду је 2005. године живело 1.327.009 становника.
| 1995.     | 2000.     | 2005.     |
| --------- | --------- | --------- |
| 1.202.820 | 1.249.905 | 1.327.009 |

## Спорт
Кавасаки има фудбалски клуб Кавасаки фронтале и имала је Верди Кавасаки.

## Партнерски градови
- Ријека
- Nakashibetsu
- Fujimi
- Наха
- Балтимор
- Вулонгонг
- Шефилд
- Салцбург
- Либек
- Bucheon
- Шенјанг